# Agkistrodon
Agkistrodon är ett släkte av ormar som ingår i familjen huggormar.
Släktets medlemmar är med en längd omkring en meter och en kraftig bål små till medelstora ormar. De lever i olika habitat som klippiga regioner eller träskmarker i Nordamerika och Mexiko. Arterna äter främst småfåglar och mindre däggdjur. Agkistrodon piscivorus har dessutom groddjur, fiskar och kadaver som föda. Det giftiga bettet kan medföra allvarliga reaktioner hos människor men sällan döden. Honor föder levande ungar (ovovivipari).
Arter enligt Catalogue of Life:
- Agkistrodon bilineatus
- Agkistrodon contortrix
- Agkistrodon piscivorus
- Agkistrodon taylori

The Reptile Database listar ytterligare två arter:
- Agkistrodon howardgloydi
- Agkistrodon russeolus

## Bildgalleri

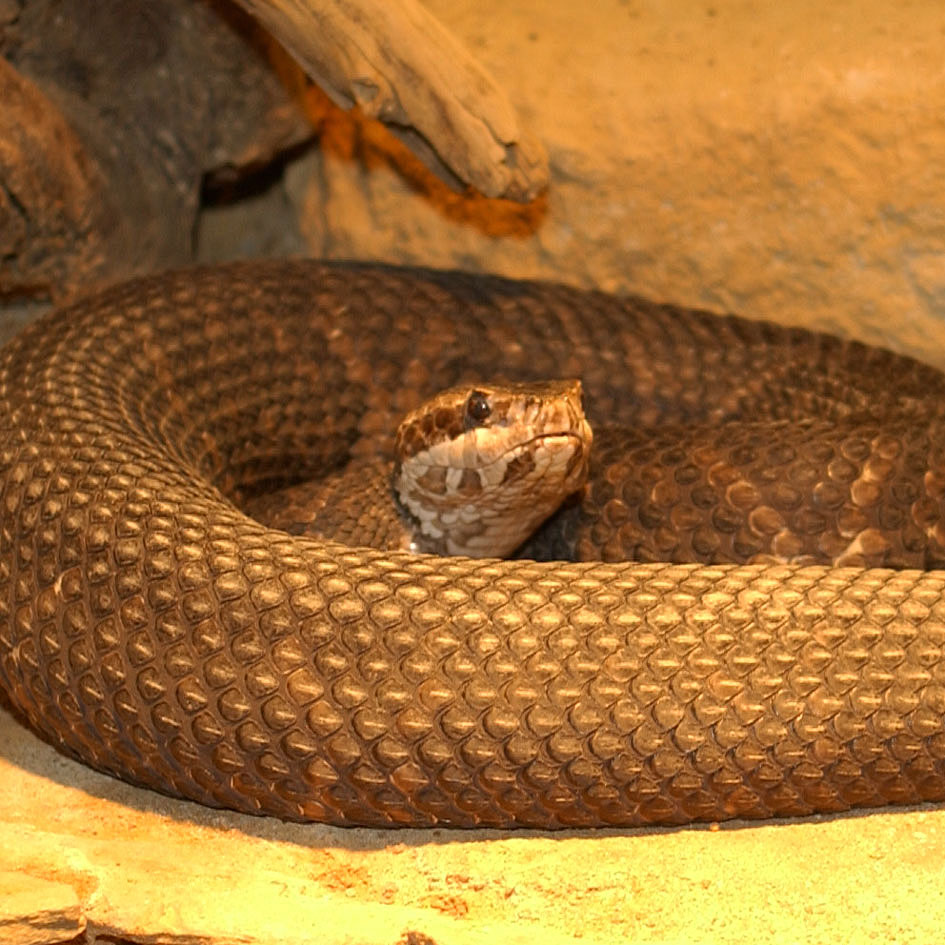
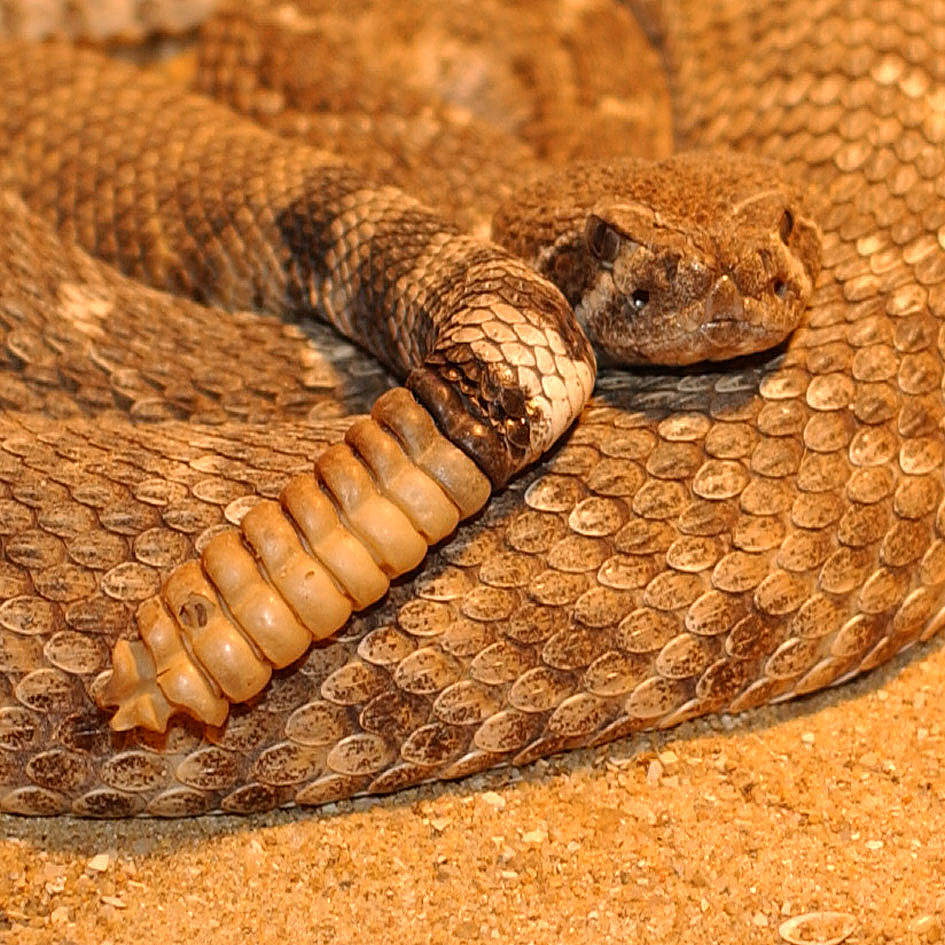
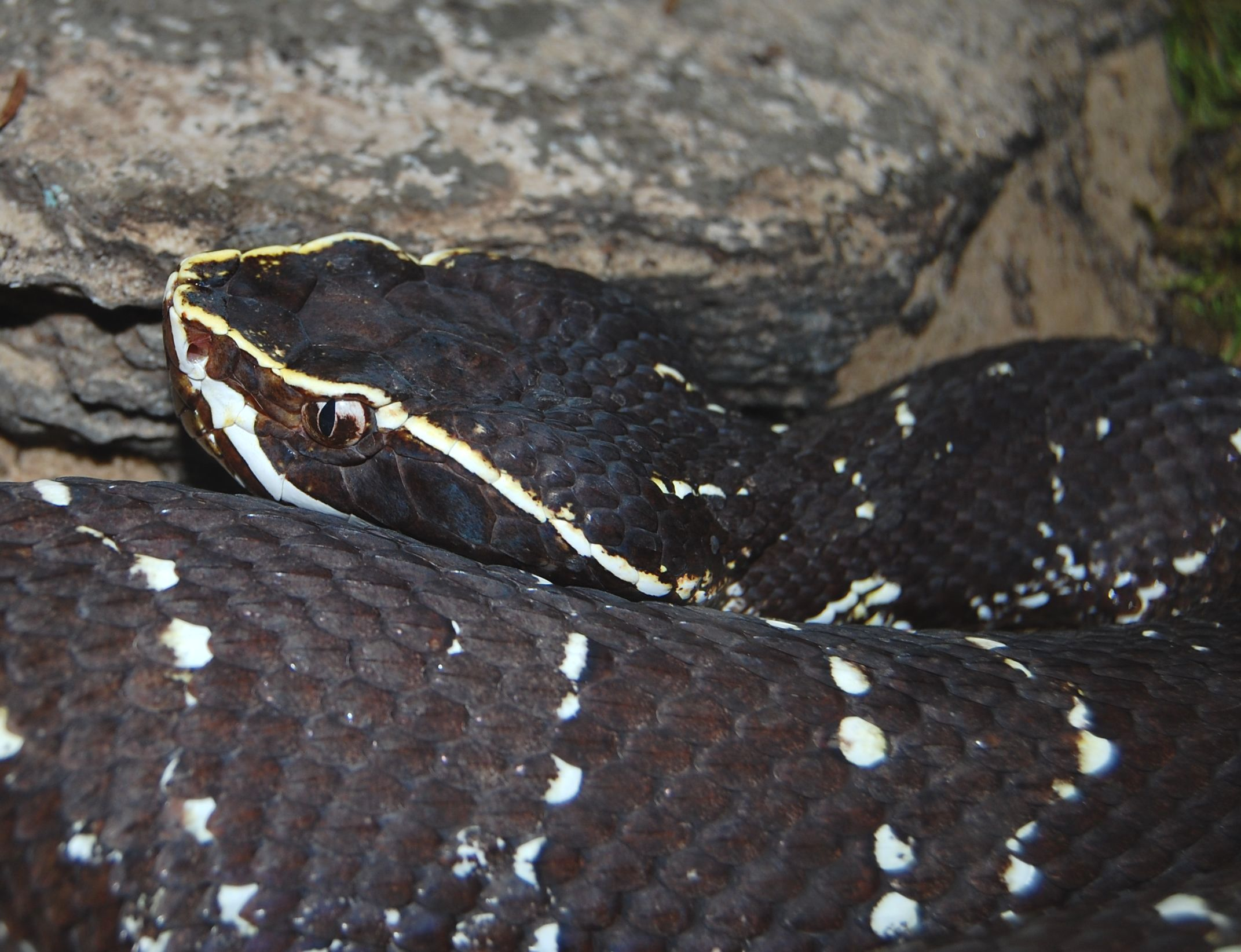
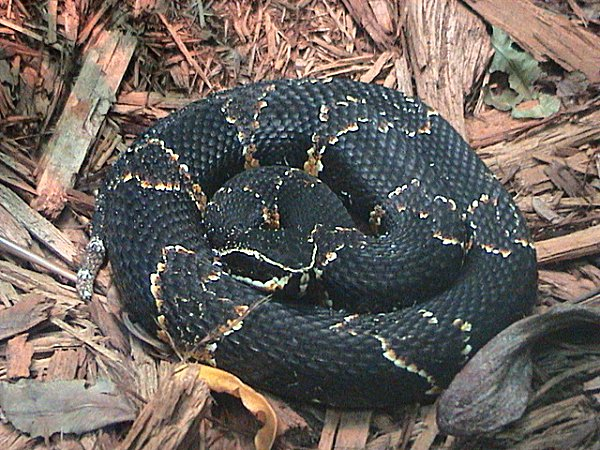
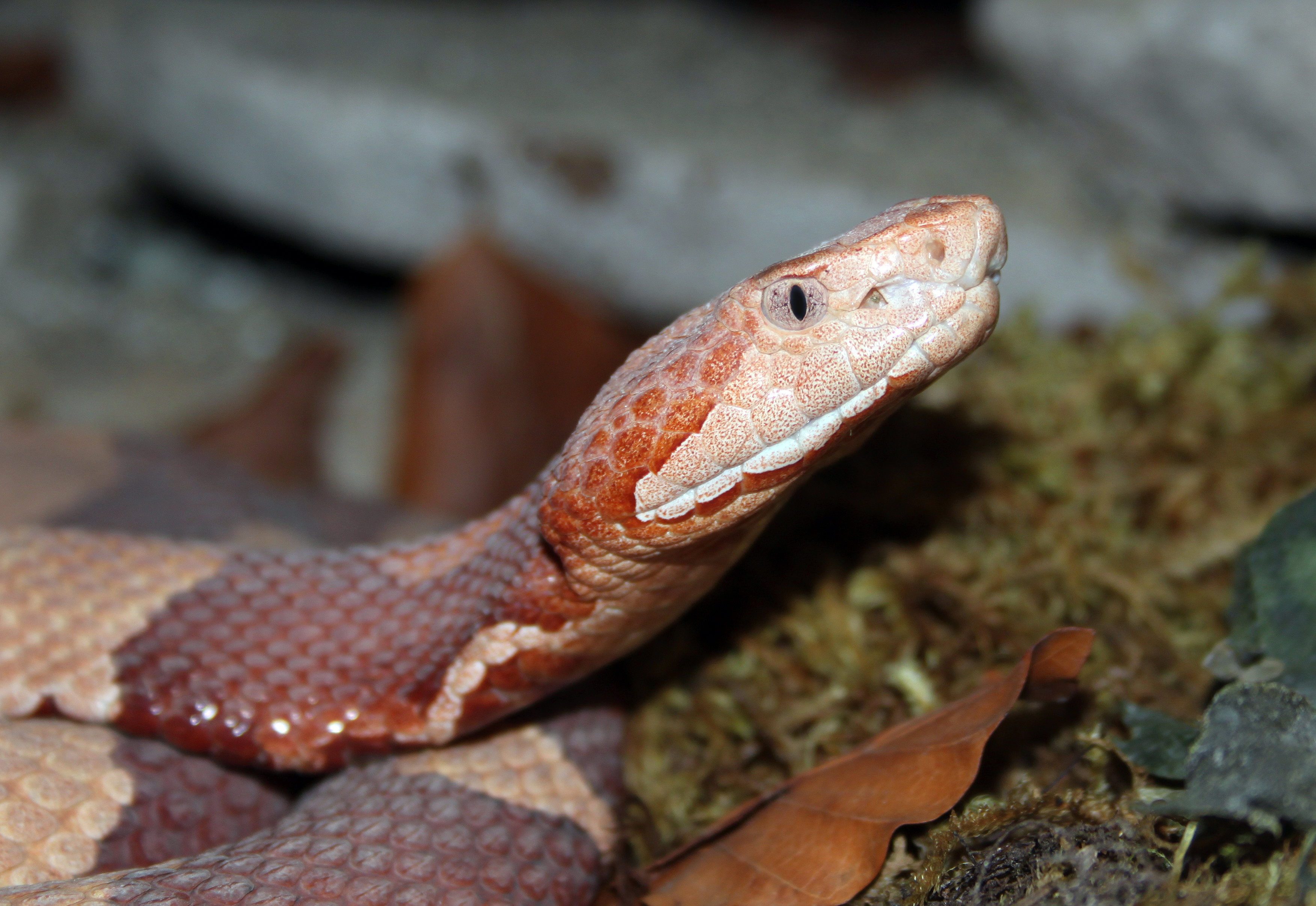